# Loonalaid
Loonalaid (deutsch Lettenholm, schwedisch Letenholm) ist eine estnische Ostseeinsel.

## Lage und Beschreibung
Loonalaid ist das größte Eiland einer Inselgruppe westlich von Saaremaa. Es liegt etwa einen Kilometer nordöstlich des westlichsten Punkts Estlands, der Insel Nootamaa.
Loonalaid gehört verwaltungsmäßig zur Landgemeinde Saaremaa im Kreis Saare. Die Fläche der Insel beträgt 1,08 Quadratkilometer. Die höchste Erhebung liegt 5 Meter über dem Meeresspiegel.
Die Insel ist Teil des Nationalparks Vilsandi. Fauna und Flora stehen unter umfassendem Naturschutz.
Loonalaid ist heute unbewohnt. Auf der Insel finden sich noch die Überreste einer Behausung mit Sauna, Keller und Brunnen.